# کامیل جونز
کامیل جونز (به انگلیسی: Camille Jones) (زاده ۲۵ ژوئن ۱۹۷۳) خواننده دانمارکی است.